# Hanaho Yamamoto
Hanaho Yamamoto (en japonés: 山本華歩, Yamamoto Hanaho; 1990) es una deportista japonesa que compite en parkour. Ganó una medalla de plata en el Campeonato Mundial de Parkour de 2022, en la prueba de estilo libre.

## Palmarés internacional
| Campeonato Mundial | Campeonato Mundial | Campeonato Mundial | Campeonato Mundial |
| Año                | Lugar              | Medalla            | Prueba             |
| ------------------ | ------------------ | ------------------ | ------------------ |
| 2022               | Tokio (Japón)      | Medalla de plata   | Estilo libre       |